# مكسيكو سيتي إي بريكس 2018
مكسيكو سيتي إي بريكس 2018 (بالإسبانية: E-Prix de Ciudad de México de 2018)‏ هو سباق سيارات فورمولا إي الكهربائية
أقيم بتاريخ 3 مارس 2018 في حلبة هيرمانوس رودريغيز، المكسيك، وكان السباق 5 من أصل 12 في بطولة العالم للفورمولا إي 2017–18، وكان أول المنطلقين فيليكس روزنكفيست ‏.
فاز بالمركز الأول  دانيال أبت ‏، وكان صاحب أسرع لفة لوكاس دي غراسي.